# Струневич, Вадим Олегович
Вадим Олегович Струневич (укр. Вадим Олегович Струневич; род. 24 ноября 1982) — украинский предприниматель, политик.
Народный депутат Украины IX созыва.

## Биография
Он окончил факультет менеджмента Украинской академии внешней торговли.
Является директором Дочернего предприятия «Производственно-техническое агентство».
Был руководителем ООО «М.Д. Групп» и НАСК «Оранта».
Занимал должность директора по экономике и финансам Государственного предприятия «Киевский ремонтный завод «Радиан».
Струневич работал специалистом первой категории отдела экономического анализа и финансового мониторинга Департамента экономической и хозяйственной деятельности Центрального аппарата Министерства обороны Украины.

## Политическая деятельность
Кандидат в народные депутаты от партии «Слуга народа» на парламентских выборах 2019 года, № 40 в списке. На время выборов: директор ГП «Производственно-техническая фирма», беспартийный. Проживает в Киеве.
Заместитель председателя депутатской фракции партии «Слуга народа». Заместитель председателя Комитета Верховной Рады по вопросам социальной политики и защиты прав ветеранов.
Член группы по межпарламентским связям с Черногорией, член группы по межпарламентским связям с Канадой.